# Zadworze (rejon głębocki)
Zadworze (biał. Задвор’е; ros. Задворье) – wieś na Białorusi, w obwodzie witebskim, w rejonie głębockim, w sielsowiecie Ziabki.

## Historia
W czasach zaborów wieś w powiecie dzisieńskim, w guberni wileńskiej Imperium Rosyjskiego. Pod koniec XIX wieku należała do dóbr Chwoszczowo, własność Podwińskich.
W latach 1921–1945 wieś leżała w Polsce, w województwie wileńskim, w powiecie dziśnieńskim, w gminie Prozoroki.
Według Powszechnego Spisu Ludności z 1921 roku zamieszkiwały tu 131 osób, 65 było wyznania rzymskokatolickiego, 63 prawosławnego a 3 mojżeszowego. Jednocześnie 57 mieszkańców zadeklarowało polską a 74 białoruską przynależność narodową. Było tu 26 budynków mieszkalnych. W 1931 w 26 domach zamieszkiwały 163 osoby.
Wierni należeli do parafii rzymskokatolickiej w Bobrowszczyźnie i prawosławnej w Psuji. Miejscowość podlegała pod Sąd Grodzki w Głębokiem i Okręgowy w Wilnie; właściwy urząd pocztowy mieścił się w Prozorokach.
W wyniku napaści ZSRR na Polskę we wrześniu 1939 miejscowość znalazła się pod okupacją sowiecką. 2 listopada została włączona do Białoruskiej SRR. Od czerwca 1941 roku pod okupacją niemiecką. W 1944 miejscowość została ponownie zajęta przez wojska sowieckie i włączona do Białoruskiej SRR.
Od 1991 w składzie niepodległej Białorusi.